# واپاشی بتای دوگانه
در فیزیک هسته‌ای، واپاشی بتای دوگانه نوعی واپاشی پرتوزا است که در آن دو نوترون به‌طور همزمان به دو پروتون تبدیل می‌شوند یا برعکس، درون یک هسته اتم. همانند واپاشی بتای معمولی، این فرایند به اتم اجازه می‌دهد تا به نسبت بهینه‌ای از پروتون‌ها و نوترون‌ها نزدیک‌تر شود. در نتیجه این تبدیل، هسته دو ذره بتا قابل تشخیص که الکترون یا پوزیترون هستند را منتشر می‌کند.
در متون علمی، دو نوع واپاشی دوگانه بتا تعریف شده است: واپاشی دوگانه بتای معمولی و واپاشی دوگانه بتای بدون نوترینو. در واپاشی دوگانه بتای معمولی، که در چندین ایزوتوپ مشاهده شده است، دو الکترون و دو پادنوترینوی الکترون از هسته در حال واپاشی منتشر می‌شوند. اما در واپاشی دوگانه بتای بدون نوترینو، که فرآیندی فرضی بوده و هرگز مشاهده نشده است، تنها الکترون‌ها منتشر می‌شوند.

## تاریخچه
ایده واپاشی دوگانه بتا اولین بار در سال ۱۹۳۵ توسط ماریا گوپرت مایر مطرح شد. در سال ۱۹۳۷، اتوره مایورانا نشان داد که اگر نوترینو پادذره خودش باشد، نتایج نظریه واپاشی بتا تغییری نمی‌کند. چنین نوترینویی امروزه به‌عنوان ذره مایورانا شناخته می‌شود. در سال ۱۹۳۹، وندل اچ. فوری پیشنهاد داد که اگر نوترینو ذره مایورانا باشد، واپاشی دوگانه بتا می‌تواند بدون نشر نوترینو انجام شود؛ این فرایند اکنون به نام واپاشی دوگانه بتای بدون نوترینو شناخته می‌شود. هنوز مشخص نیست که آیا نوترینو ذره مایورانا است یا این نوع واپاشی در طبیعت وجود دارد.
از آنجا که نقض پاریته در برهم‌کنش‌های ضعیف تا سال ۱۹۵۶ کشف نشده بود، محاسبات اولیه نشان می‌داد که اگر نوترینوها ذرات مایورانا باشند، واپاشی دوگانه بتای بدون نوترینو باید بسیار محتمل‌تر از واپاشی دوگانه بتای معمولی باشد. نیمه‌عمر پیش‌بینی‌شده برای این فرایند در حدود {\displaystyle 10^{15}} تا  {\displaystyle 10^{16}}سال بود. تلاش‌ها برای مشاهده این فرایند در آزمایشگاه حداقل از سال ۱۹۴۸ آغاز شد، زمانی که ادوارد فایرمن اولین تلاش را برای اندازه‌گیری مستقیم نیمه‌عمر ایزوتوپ {\displaystyle {\ce {^124Sn}}} با استفاده از شمارشگر گایگر انجام داد. آزمایش‌های رادیومتریک تا حدود سال ۱۹۶۰ نتایج منفی یا مثبت کاذب داشتند که توسط آزمایش‌های بعدی تأیید نشدند. در سال ۱۹۵۰، برای اولین بار نیمه‌عمر واپاشی دوگانه بتای {\displaystyle {\ce {^130Te}}} با روش‌های زمین‌شیمیایی اندازه‌گیری شد و مقدار {\displaystyle 1.4\times 10^{21}} سال به دست آمد، که به مقدار مدرن نزدیک است. این اندازه‌گیری شامل تشخیص غلظت زنون تولیدشده از واپاشی در کانی‌ها بود.
در سال ۱۹۵۶، پس از اثبات ماهیت V-A از برهم‌کنش‌های ضعیف، مشخص شد که نیمه‌عمر واپاشی دوگانه بتای بدون نوترینو به‌طور قابل‌توجهی بیشتر از نیمه‌عمر واپاشی دوگانه بتای معمولی خواهد بود. با وجود پیشرفت‌های چشمگیر در تکنیک‌های آزمایشگاهی در دهه‌های ۱۹۶۰ و ۱۹۷۰، واپاشی دوگانه بتا تا دهه ۱۹۸۰ در آزمایشگاه مشاهده نشد. آزمایش‌ها تنها توانستند حد پایین نیمه‌عمر را در حدود {\displaystyle 10^{21}} سال تعیین کنند. در همین زمان، آزمایش‌های زمین‌شیمیایی واپاشی دوگانه بتای {\displaystyle {\ce {^82Se}}} و {\displaystyle {\ce {^128Te}}} را شناسایی کردند.
واپاشی دوگانه بتا برای اولین بار در سال ۱۹۸۷ توسط گروه مایکل مو در دانشگاه کالیفرنیا (ارواین)، در ایزوتوپ {\displaystyle {\ce {^82Se}}} در آزمایشگاه مشاهده شد. از آن زمان، آزمایش‌های متعددی واپاشی دوگانه بتای معمولی را در ایزوتوپ‌های دیگر ثبت کرده‌اند. هیچ‌یک از این آزمایش‌ها نتایج مثبتی برای فرایند بدون نوترینو نداشته‌اند و حد پایین نیمه‌عمر آن به حدود {\displaystyle 10^{25}} سال افزایش یافته است. آزمایش‌های زمین‌شیمیایی نیز تا دهه ۱۹۹۰ ادامه داشتند و نتایج مثبتی برای چندین ایزوتوپ به همراه داشتند.
واپاشی دوگانه بتا نادرترین نوع واپاشی پرتوزا شناخته شده است؛ تا سال ۲۰۱۹، تنها در ۱۴ ایزوتوپ مشاهده شده است (از جمله جذب دوگانه الکترون در {\displaystyle {\ce {^130Ba}}} در سال ۲۰۰۱، {\displaystyle {\ce {^78Kr}}} در سال ۲۰۱۳، و {\displaystyle {\ce {^124Xe}}} در سال ۲۰۱۹) و همه آن‌ها دارای میانگین عمر بیش از {\displaystyle 10^{18}} سال هستند.

## واپاشی دوگانه بتا معمولی
در یک واپاشی دوگانه بتای معمولی، دو نوترون در هسته به پروتون تبدیل می‌شوند و دو الکترون و دو پادنوترینوی الکترون آزاد می‌شوند. این فرایند را می‌توان به‌عنوان دو واپاشی بتای منفی همزمان در نظر گرفت. برای اینکه واپاشی (دوگانه) بتا ممکن باشد، هسته نهایی باید انرژی بستگی بیشتری نسبت به هسته اولیه داشته باشد. در برخی هسته‌ها، مانند ژرمانیم-۷۶، ایزوبار با یک عدد اتمی بالاتر (آرسنیک-۷۶) انرژی بستگی کمتری دارد که مانع از واپاشی بتای تکی می‌شود. اما ایزوبار با دو عدد اتمی بالاتر، یعنی سلنیوم-۷۶، انرژی بستگی بیشتری دارد، بنابراین واپاشی دوگانه بتا امکان‌پذیر است.
طیف نشری دو الکترون را می‌توان مشابه طیف نشری بتا با استفاده از قانون طلایی فرمی محاسبه کرد. نرخ دیفرانسیلی به‌صورت زیر بیان می‌شود:
{\displaystyle {\frac {dN(T_{1},T_{2},\cos \theta )}{dT_{1}dT_{2}d\cos \theta }}=F(Z,T_{1})F(Z,T_{2})w_{1}p_{1}w_{2}p_{2}(Q-T_{1}-T_{2})^{5}(1-v_{1}v_{2}\cos \theta )}در جایی که زیرمجموعه‌ها به هر الکترون اشاره دارند، T انرژی جنبشی، w انرژی کل، F(Z, T) تابع فرمی با Z بار هسته حالت نهایی است، p تکانه است، v سرعت بر حسب واحد c است. {\displaystyle \cos \theta } زاویه بین الکترون‌ها است و Q همان مقدار Q واپاشی است.
در برخی هسته‌ها، این فرایند به‌صورت تبدیل دو پروتون به نوترون رخ می‌دهد، که طی آن دو نوترینوی الکترون آزاد و دو الکترون اربیتال جذب می‌شوند (جذب دوگانه الکترون). اگر اختلاف جرم بین اتم والد و اتم دختر بیش از MeV/ c 2 1.022 (معادل جرم دو الکترون) باشد، نوع دیگری از واپاشی امکان‌پذیر است: جذب یک الکترون اربیتال و نشر یک پوزیترون. هنگامی که اختلاف جرم بیش از MeV/ c 2 2.044 (معادل جرم چهار الکترون) باشد، نشر دو پوزیترون نیز ممکن است. این شاخه‌های واپاشی نظری تاکنون مشاهده نشده‌اند.
۳۵ ایزوتوپ طبیعی وجود دارند که توانایی واپاشی دوگانه بتا را دارند. در عمل، این واپاشی زمانی قابل مشاهده است که واپاشی بتای تکی به دلیل حفظ انرژی ممنوع باشد. این وضعیت برای عناصر با عدد اتمی زوج و عدد نوترون زوج رخ می‌دهد، که به دلیل جفت‌شدن اسپین پایدارتر هستند. وقتی واپاشی بتای تکی یا واپاشی آلفا نیز رخ دهد، نرخ واپاشی دوگانه بتا عموماً بسیار پایین است و قابل مشاهده نیست. با این حال، واپاشی {\displaystyle {\ce {^238U}}} دوگانه بتای (که یک نشرکننده آلفا نیز هست) به‌صورت شیمی پرتوی اندازه‌گیری شده است.

### ایزوتوپ‌های شناخته‌شده با قابلیت واپاشی دوگانه بتا
دو نوکلئید دیگر، {\displaystyle {\ce {^48Ca}}} و {\displaystyle {\ce {^96Zr}}}، که واپاشی دوگانه بتای آن‌ها مشاهده شده است، به‌طور نظری می‌توانند واپاشی بتای تکی داشته باشند، اما این واپاشی به شدت سرکوب شده و هرگز مشاهده نشده است. سرکوب مشابهی برای واپاشی بتای تکی که به‌طور انرژیایی به سختی امکان‌پذیر است در {\displaystyle {\ce {^148Gd}}} و {\displaystyle {\ce {^222Rn}}} رخ می‌دهد، اما هر دوی این نوکلئیدها نشرکننده آلفای نسبتاً کوتاه‌عمری هستند.

## واپاشی دوگانه بتای بدون نوترینو

نمودار فاینمن واپاشی دوگانه بتای بدون نوترینو شامل دو نوترون است که به دو پروتون واپاشی می‌کنند. تنها محصولات منتشرشده در این فرایند دو الکترون هستند. این فرایند زمانی ممکن است که نوترینو و پادنوترینو یک ذره یکسان باشند (یعنی نوترینوهای مایورانا)، به طوری که همان نوترینو می‌تواند درون هسته منتشر و جذب شود. در واپاشی دوگانه بتای معمولی، دو پادنوترینو یکی از هر رأس Wبه همراه دو الکترون از هسته منتشر می‌شوند؛ بنابراین، آشکارسازی واپاشی دوگانه بتای بدون نوترینو آزمونی حساس برای تعیین این است که آیا نوترینوها ذرات مایورانا هستند یا خیر.

اگر نوترینو یک ذره مایورانا باشد (یعنی پادنوترینو و نوترینو در واقع یک ذره یکسان باشند) و حداقل یکی از انواع نوترینو جرم غیرصفر داشته باشد (که توسط آزمایش‌های نوسان نوترینو تأیید شده است)، آنگاه واپاشی دوگانه بتای بدون نوترینو می‌تواند رخ دهد.
واپاشی دوگانه بتای بدون نوترینو یک فرایند نقض‌کننده عدد لپتونی است. در ساده‌ترین توصیف نظری، که به عنوان تبادل نوترینوی سبک شناخته می‌شود، یک نوکلئون نوترینویی را که توسط نوکلئون دیگری گسیل شده است، جذب می‌کند. نوترینوهای مبادله‌شده در این فرایند ذرات مجازی هستند.
در حالت نهایی، با وجود تنها دو الکترون، مجموع انرژی جنبشی این دو تقریباً برابر با اختلاف انرژی بستگی بین هسته اولیه و هسته نهایی خواهد بود، در حالی که بخش باقی‌مانده انرژی توسط پس‌زدگی هسته تأمین می‌شود. به دلیل قانون بقای تکانه، الکترون‌ها معمولاً به‌صورت پشت‌به‌پشت گسیل می‌شوند. نرخ واپاشی برای این فرایند به‌صورت زیر بیان می‌شود:
{\displaystyle \Gamma =G|M|^{2}|m_{\beta \beta }|^{2},}که در آن G عامل فضای فاز دو جسمی، M عنصر ماتریسی هسته‌ای، و mββ جرم مؤثر مایورانای نوترینوی الکترونی است. در زمینه تبادل نوترینوی سبک مایورانا، mββ به‌صورت زیر تعریف می‌شود:{\displaystyle m_{\beta \beta }=\sum _{i=1}^{3}m_{i}U_{ei}^{2},}که در آن mi جرم‌های نوترینو و Uei عناصر ماتریس پونتکورو-ماکی-ناکاگاوا-ساکاتا (PMNS) هستند؛ بنابراین، مشاهده واپاشی دوگانه بتای بدون نوترینو، علاوه بر تأیید ماهیت مایورانای نوترینو، می‌تواند اطلاعاتی دربارهٔ مقیاس مطلق جرم نوترینو و فازهای مایورانا در ماتریس PMNS ارائه دهد. البته، این اطلاعات به تفسیر از طریق مدل‌های نظری هسته‌ای (که عناصر ماتریسی هسته را تعیین می‌کنند) و مدل‌های واپاشی وابسته است.
برای اینکه واپاشی دوگانه بتای بدون نوترینو دیده شود، لازم است حداقل یکی از نوترینوها خاصیت مایورانا داشته باشد، یعنی نوترینو و پادنوترینو یکسان باشند، فرقی نمی‌کند این فرایند به‌خاطر تبادل نوترینو باشد یا خیر.